# Ferdinand Chalandon
Ferdinand Chalandon (Lyon, 10 de febrero de 1875 – Lausana, 31 de octubre de 1921) fue un historiador, medievalista, bizantinista y numismático francés, especializado en la historia de los normandos en Italia Meridional, las Cruzadas y del Imperio bizantino. 
En 1909 recibió por su obra Histoire de la domination normande en Italie et en Sicile, el Premio Gobert de la Academia Francesa. 

## Obras
- 1900: Essai sur le règne d'Alexis Ier Comnène (1081-1118). Paris : A. Picard. 1900.
- 1900: La diplomatique des Normands de Sicile et de l'Italie méridionale. Mélanges d'Archéologie et d'Histoire de l'école française de Rome, 1900.
- 1903: Numismatique des Normands en Sicile, 1903.
- 1907: Histoire de la domination normande en Italie et en Sicile. Paris : A. Picard. 1907. Tome I & Tome II - (traducción en italiano : Storia della dominazione normanna in Italia ed in Sicilia, 3 vol., 1999-2001).
- 1912: Jean II Comnène, 1118-1143, et Manuel I Comnène, 1143-1180. Paris : Alphonse Picard et Fils. 1912.
- 1925 (publicado póstumamente): Histoire de la Première Croisade jusqu'à l'élection de Godefroi de Bouillon, Paris, Alphonse Picard.